# 芳川春幸
芳川 春幸（生没年不詳）とは、江戸時代の浮世絵師。

## 来歴
師系・経歴は一切不明。『増訂浮世絵』によれば「芳川春幸畫と署名し、艶といふ白字印をおした瀬川菊之丞の虚無僧姿の絵がある」というが、この絵については現在消息不明である。この「芳川春幸」という人物は『増訂浮世絵』に記される他は知られず、その名もどう読むべきかはわからない。